# Semín

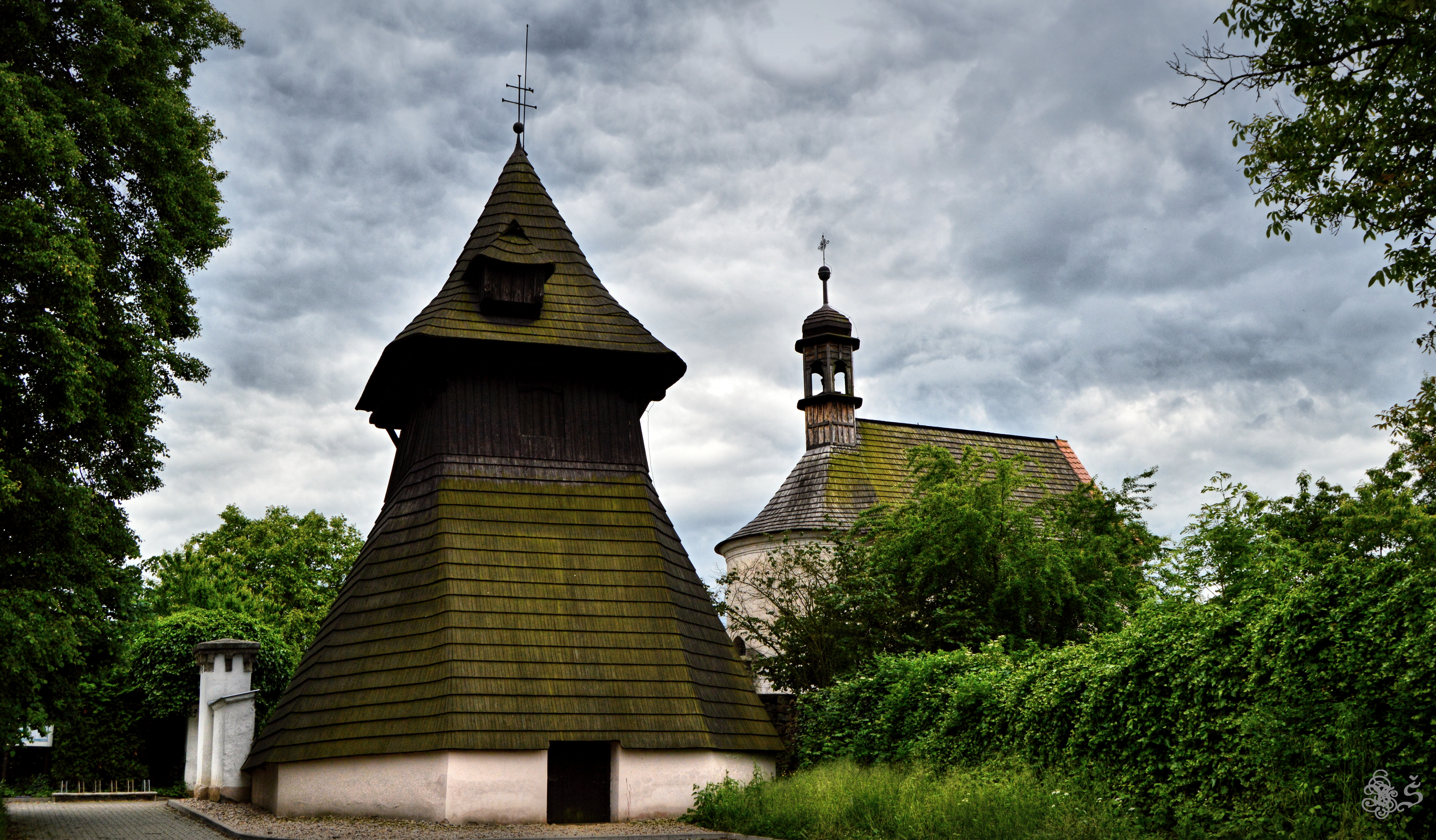
Glockenturm

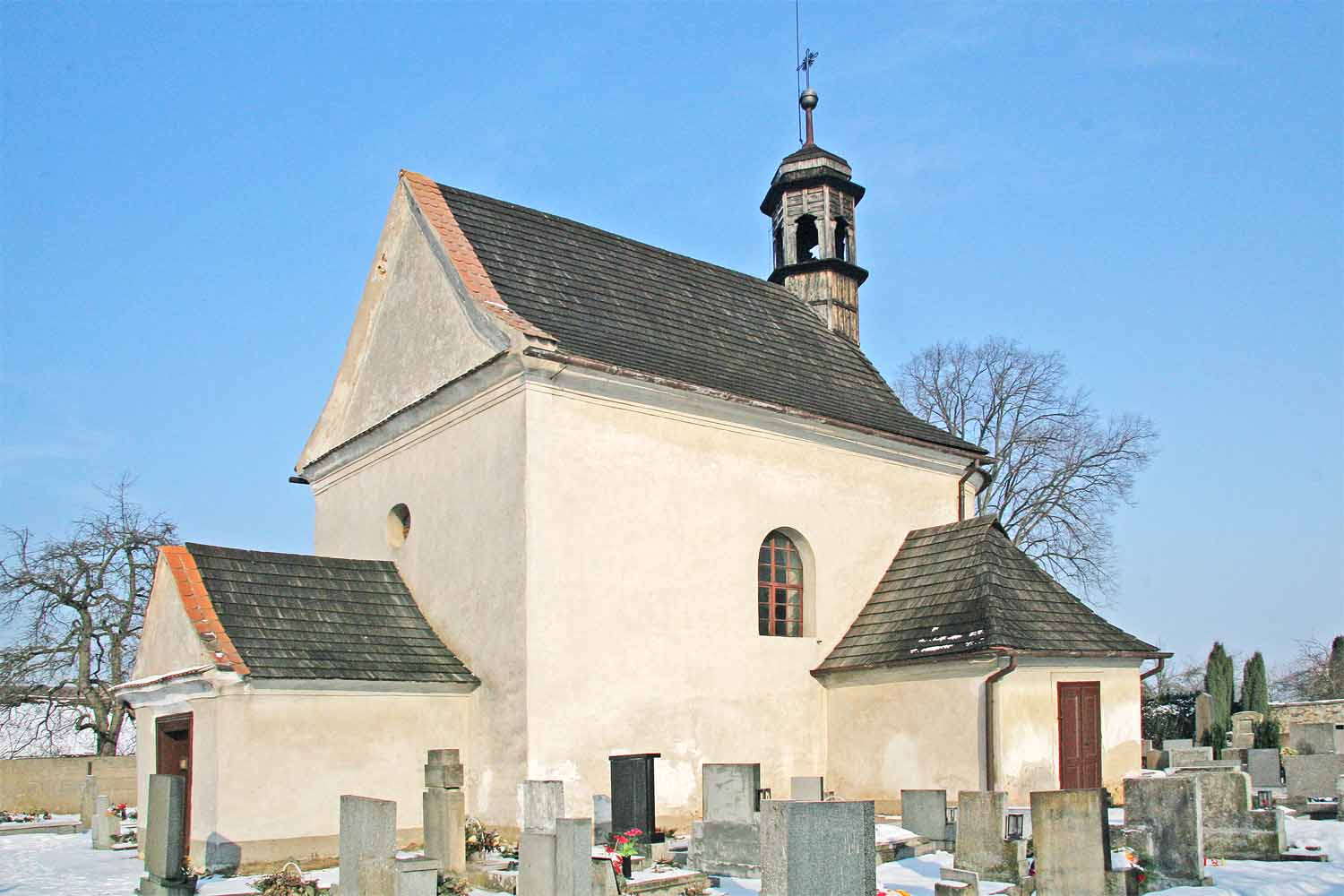
Kirche Johannes des Täufers

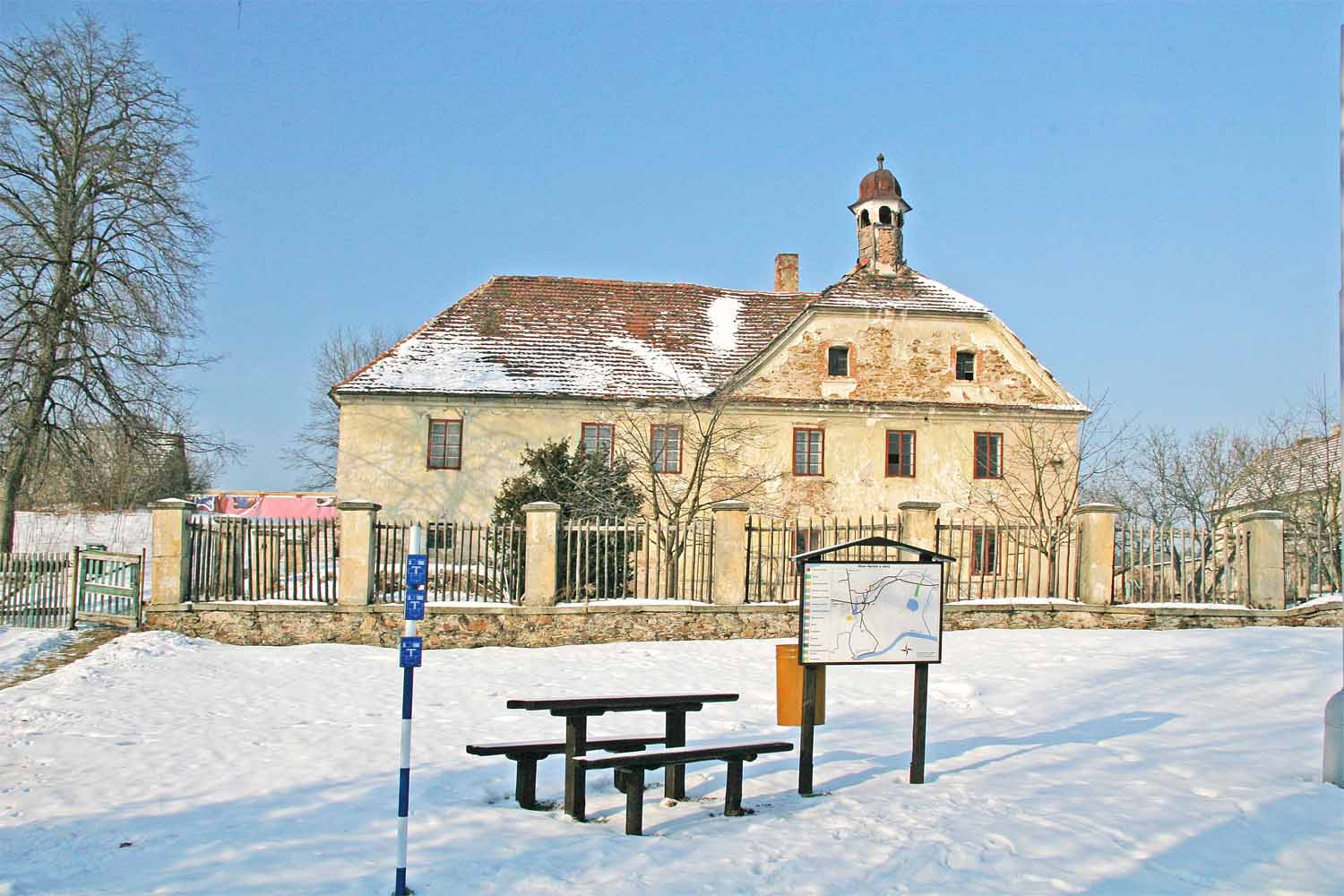
Schloss Semín

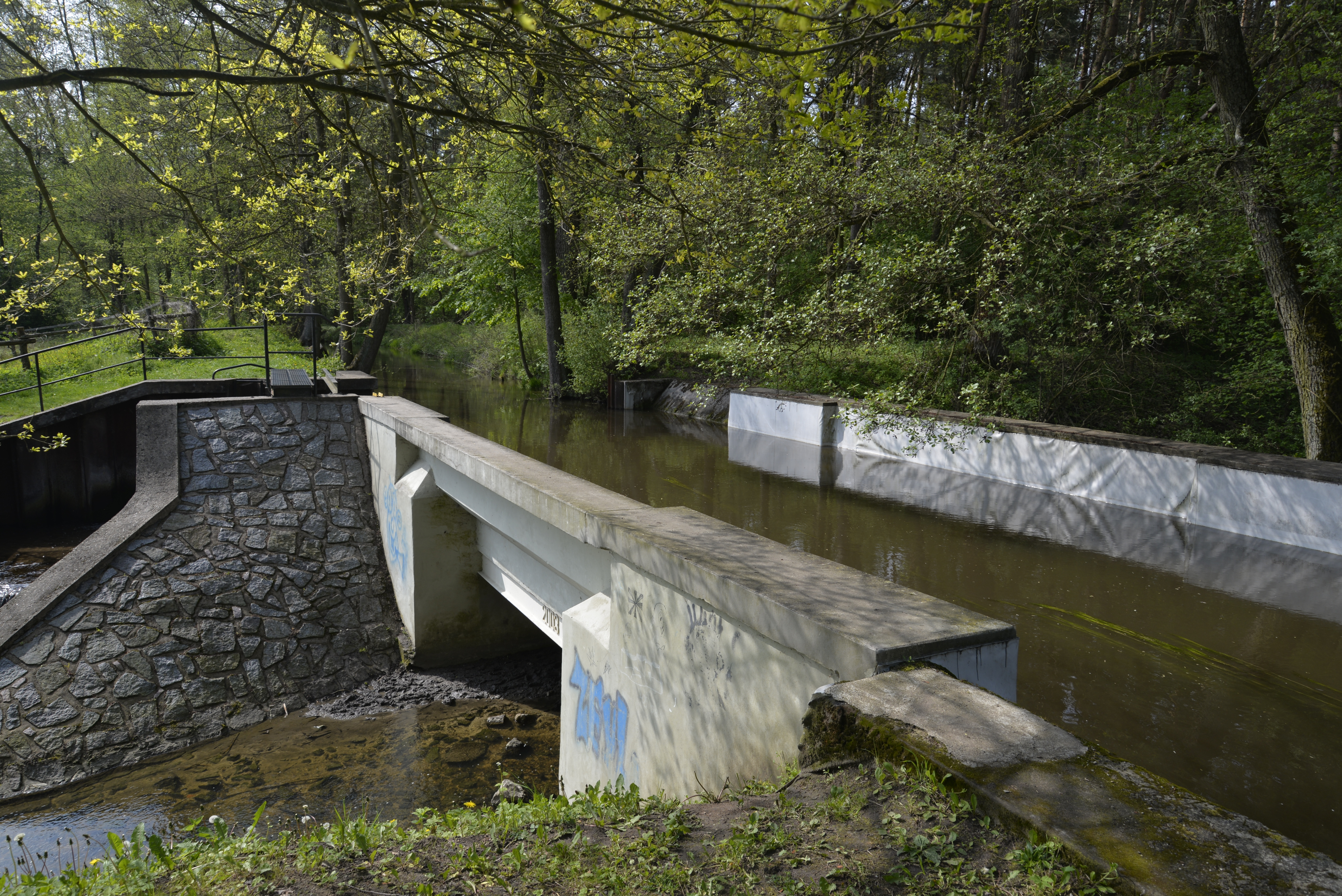
Semíner Aquädukt

Semín (deutsch Semin) ist eine Gemeinde im Okres Pardubice in Tschechien. Sie liegt drei Kilometer nordwestlich von Přelouč.

## Geographie
Semín befindet sich rechtsseitig der Elbe am Opatowitzer Kanal in der Polabská rovina (Elbniederung). Im Ort liegen die Teiche Malá Jalůvka und Velká Jalůvka; am östlichen Ortsrand der Badesee Tomášek. Der südöstlich des Dorfes gelegene langgestreckte Teich Polábek ist ein abgeworfener Mäander der Elbe, ebenso der linkselbische Votoka an der südlichen Gemeindegrenze. Im Norden erhebt sich die Lhotka (225 m n.m.). Östlich des Dorfes fließt der Bach Sopřečský potok, den der Opatowitzer Kanal auf dem Semíner Aquädukt überquert.
Nachbarorte sind Strašov im Norden, Sopřeč, Vlčí Habřina und Přelovice im Nordosten, Vyhnálov und Břehy im Osten, Přelouč im Südosten, Lhota und Spytovice im Süden, Labětín, Řečany nad Labem, U Labe und U Mostu im Südwesten, Josefov, Selmice, Cihelna, Semínská Vrata und Kladruby nad Labem im Westen sowie Chaloupky, Kolesa und Komárov im Nordwesten.

## Geschichte
Die erste urkundliche Erwähnung des Dorfes erfolgte 1339 als Sitz des Heřman von Semín. Ab 1379 gehörte die Feste Semín dem Mikuláš Tatka von Semín, der auch das Kirchpatronat innehatte. Nachfolgende Besitzer waren gemeinschaftlich Jan Sirotek von Semín und Anna von Slatina, danach Annas Sohn Jan von Slatina. Nach den Hussitenkriegen besaßen die Hanykéř von Semín die Herrschaft bis in die 1470er Jahre; es ist nicht sicher, ob sie die Feste bewohnten, oder diese bereits während der Hussitenkriege zerstört wurde. 1480 erwarb Jan Kapoun von Smiřice die Herrschaft; seine Tochter Anna verkaufte Semín an Jan Zdechovský von Sekeřice, der die Semíner Güter 1497 an Wilhelm von Pernstein veräußerte. In dem Kauf findet sich die einzige schriftliche Erwähnung der Feste, die dabei als wüst beschrieben wurde.
Wilhelm von Pernstein ließ zu Beginn des 16. Jahrhunderts östlich der wüsten Feste Semín ein Schloss erbauen, das zum einen als Verwaltungssitz für den westlichen Teil seiner Ländereien als auch als Jagdschloss diente. Er ließ den 1521 vollendeten Opatowitzer Kanal anlegen, der durch Semín führt und dann in die Elbe einmündet. Am Kanal entstand eine Mühle mit Brettsäge, außerdem wurden in der Umgebung des Dorfes mehrere Fischteiche angelegt. Der größte von ihnen war der Semíner Teich bzw. Jezero östlich des Dorfes, weitere Teiche waren der Brůna und der Přibyl nördlich von Semín.
Im Jahre 1560 kaufte König Ferdinand I. das Gut Semín von Jaroslav von Pernstein für seinen Sohn Maximilian. Semín wurde an die Kronherrschaft Pardubitz angeschlossen und war seit dem Ende des 16. Jahrhunderts eng mit dem Hofgestüt Kladrub verbunden. Im Laufe des 18. Jahrhunderts entstanden in Semín mehrere Manufakturbetriebe; etablieren konnten sich die Brauerei und die Brennerei im Schloss sowie die Papiermühle am Opatowitzer Kanal. Im ehemaligen herrschaftlichen Schüttboden wurde eine Schwefelsäureproduktion aufgenommen, später kam noch eine Farbmanufaktur hinzu, die beide am Übergang zum 19. Jahrhunderts stillgelegt wurden. In den 1770er Jahren wurde im Zuge der Raabisation bei der Papiermühle die aus sieben Häusern bestehende Siedlung Neu Semin (Nový Semín) gegründet. Ein weiterer Ausbau zu einem Dorf erfolgte nicht, heute wird die Siedlung Vyhnálov oder Na Papírně genannt. Die Stilllegung der Papiermühle erfolgte zu Beginn des 19. Jahrhunderts.
Im Jahre 1835 bestand das im Chrudimer Kreis gelegene Dorf Semin aus 73 Häusern, in denen 572 Personen, darunter zwei protestantische und eine jüdische Familie lebten. Im Ort gab es die Filialkirche des hl. Johannes des Täufers, ein obrigkeitliches Schloss mit der Wohnung des Wirtschaftsverwalters, ein Bräu- und Branntweinhaus und eine Mühle. Der ehemalige Meierhof war emphyteutisiert. Semin gehörte zum Sprengel des Přelautscher Pfarrers und war zur Lokalkirche in Kladrub eingepfarrt. An jedem vierten Sonntag hielt der Přelautscher Pfarrer einen Gottesdienst, die übrigen Verrichtungen oblagen dem Kladruber Lokalisten. Bis zur Mitte des 19. Jahrhunderts blieb Semin der k.k. Kameralherrschaft Pardubitz untertänig.
Nach der Aufhebung der Patrimonialherrschaften bildete Semín ab 1849 eine Gemeinde im Gerichtsbezirk Přelauč. Kaiser Franz Joseph I. verpfändete die k. k. Kameralherrschaft Pardubitz im Jahre 1855 als Staatsschuldverschreibung an die Oesterreichische Nationalbank, die die Herrschaft am 25. Juni 1863 an die k. k. privilegierte Österreichische Credit-Anstalt für Handel und Gewerbe verkaufte. 1866 erwarb der Großindustrielle Heinrich Drasche die Herrschaft. Ab 1868 gehörte die Gemeinde Semín zum Bezirk Pardubitz. Der ehemalige Schüttboden wurde 1879 zum Schulhaus umgebaut. Am 18. Juni 1881 kaufte Richard von Drasche-Wartinberg für 2.080.000 Gulden die Grundherrschaften Pardubitz und Kunětická Hora aus der väterlichen Erbmasse. Nach der Gründung der Tschechoslowakei wurde im Zuge der Bodenreform von 1920 auch der Semíner Großgrundbesitz der Familie Drasche konfisziert und aufgeteilt. Im Dezember 1919 wurden die ersten 15 Haushalte an das Stromnetz angeschlossen. Die weitere Elektrifizierung von Semín erfolgte nur langsam. 1932 lagen die Stromleitungen fast im gesamten Ort an, angeschlossen waren jedoch mit 76 Häusern nur etwas die Hälfte des Ortes. 1949 wurde Semín dem Okres Přelouč zugeordnet; dieser wurde im Zuge der Gebietsreform von 1960 aufgehoben, seitdem gehört die Gemeinde zum Okres Pardubice.

## Gemeindegliederung
Für die Gemeinde Semín sind keine Ortsteile ausgewiesen. Zu Semín gehören die Ansiedlungen Semínská Vrata (Seminer Tor) und Vyhnálov (Neu Semin).

## Sehenswürdigkeiten
- Kirche Johannes des Täufers am südlichen Ortsrand. Sie entstand am Übergang vom 12. zum 13. Jahrhundert als romanischer Bau.  In der zweiten Hälfte des 17. Jahrhunderts erfolgte ein barocker Umbau. Im Eingangsbereich der Kirche befindet sich eine steinerne Grabtafel mit dem Wappen der Kapoun von Smiřice vom Ende des 15. Jahrhunderts, ursprünglich befand sie sich an der Kirchenmauer. Die Kirche wird von einem Friedhof umgeben. Der an der Friedhofsmauer freistehende hölzerne Glockenturm stammt aus dem 16. Jahrhundert; sein Geläut besteht aus zwei Glocken, die größere – Jesus, auch Johannes  bzw. Hranáč genannt – wurde 1606 gegossen, die andere Glocke Poledník stammt von 1542.
- ehemaliges Renaissanceschloss Semín, es wurde zu Beginn des 16. Jahrhunderts für Wilhelm von Pernstein errichtet. Im Zuge des 1691 erfolgten Anbaus einer Brauerei erfuhr das Schloss auch eine barocke Umgestaltung. Ab 1780 diente es nur noch als Wirtschaftshof, später wurde auch das Schlossgebäude zur Brauerei umgebaut. Es ist heute stark baufällig
- Semíner Aquädukt, er wurde zu Beginn des 16. Jahrhunderts zur Überführung des Opatowitzer Kanals über den Sopřečský potok angelegt. Seit der im Jahre 2003 erfolgten Rekonstruktion ist auch eine Regulierung des Wasserzuflusses nach Semín durch Ableitung von Wasserüberschuss über den Sopřečský potok zur Elbe möglich.
- Wassermühle am Opatowitzer Kanal,  die erste hölzerne Mühle wurde kurz nach 1521 errichtet und brannte in den 1550er Jahren ab. 1558 erfolgte der Wiederaufbau. 1964 wurde der Mühlbetrieb eingestellt, danach wurde bis in die 1970er Jahre noch geschrotet. Ein Teil der Mühle wurde 2013 rekonstruiert und ein Wasserkleinkraftwerk eingerichtet.
- Wegkreuz im Ortszentrum
- Gedenkstein für die Gefallenen des Ersten Weltkrieges am Dorfplatz
- Nationales Naturdenkmal Semínský přesyp, zwei Reste von Sanddünen in der Nähe des Schlosses mit Vorkommen des Sand-Tragantes
- Naturdenkmal Labské rameno Votoka, abgeworfener Elbmäander südlich des Dorfes

## Söhne und Töchter der Gemeinde
- Vincenc Častoslav Chvojka (1850–1914), Archäologe
- Josef Gočár (1880–1945), Architekt und Stadtplaner